# South Opuha (rivière)
La rivière South Opuha  (en anglais : South Opuha River) est un cours d’eau de la région de Canterbury situé dans l’Île du Sud de la Nouvelle-Zélande.

## Géographie
La rivière s’écoule vers le sud en descendant le cours de la vallée entre les deux chaînes de « Two Thumbs Range » et la chaîne de « Sherwood Range » à partir de son origine au nord-ouest du « Mont Misery » avant de tourner  au sud-est autour de l’extrémité sud de la chaîne de « Sherwood Range »  pour atteindre les berges du lac du Opuha, dont  c’est la principale entrée
.